# Porfyr

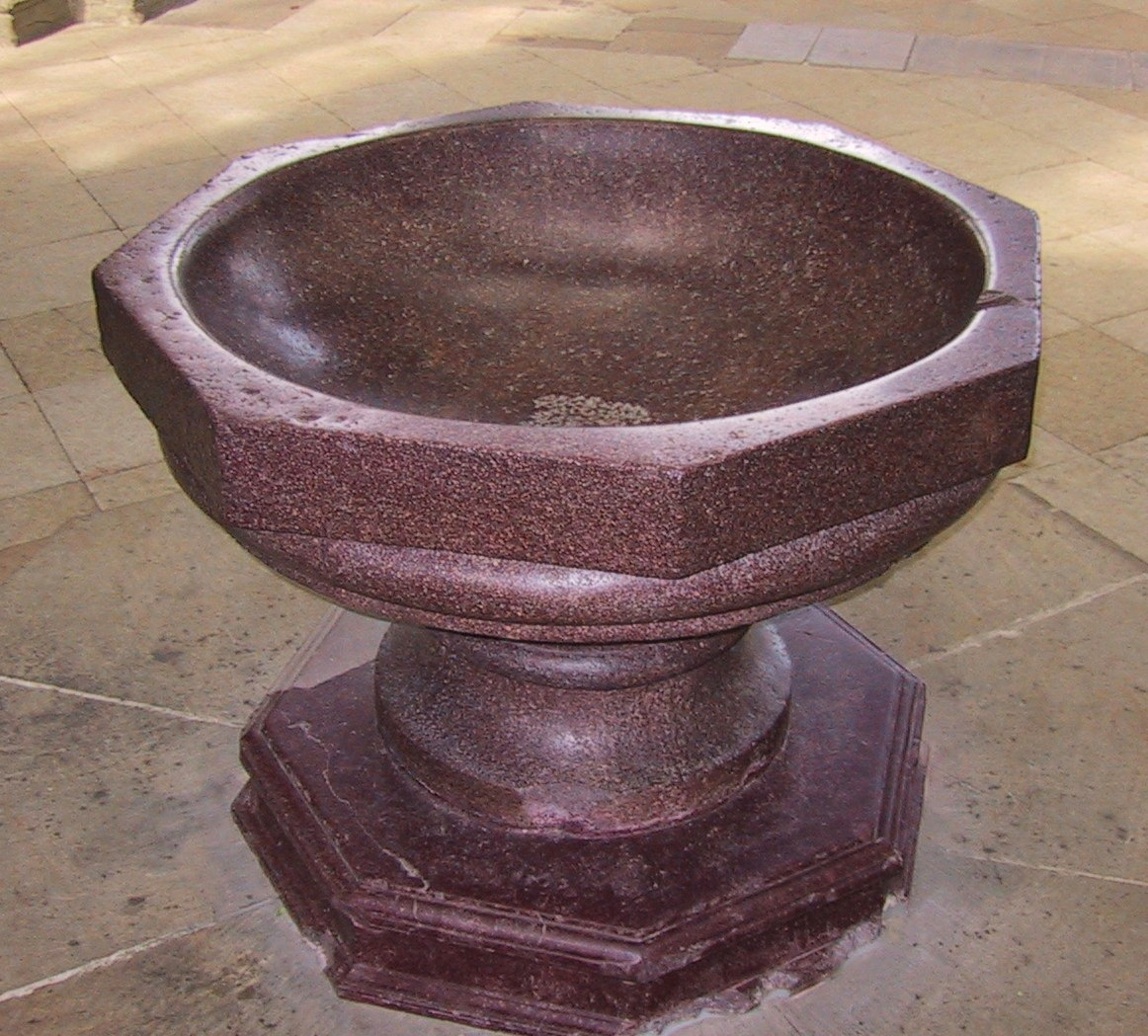
Dopfunt i röd porfyr i Magdeburgs domkyrka, Sachsen-Anhalt, Tyskland.

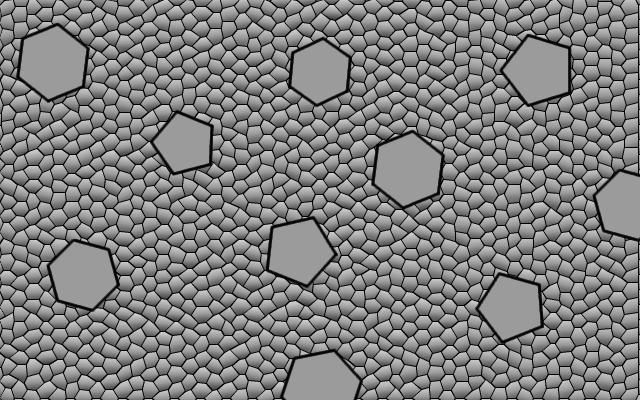
En illustration av porfyrisk textur.

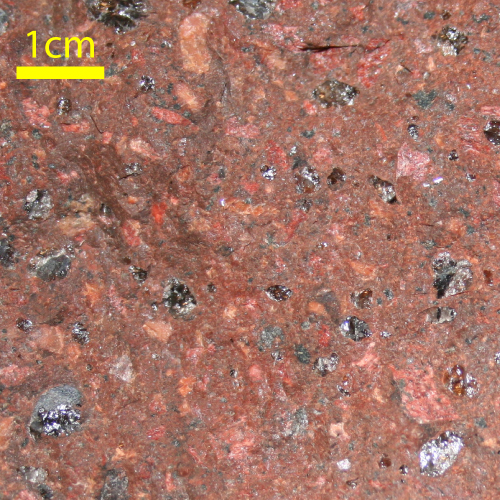
Kvartsporfyr.

Porfyr (av grekiska πορφύρα, porphyra, purpursnäcka eller purpurfärg) är en magmatisk bergart som bildats av en finkornig till tät grundmassa, i vilken större mineralkorn ligger jämnt inströdda.
Porfyr är en geologisk term för att beskriva vulkaniska bergarter och gångbergarter med en särskild textur. Texturen är en finkornig eller glasig grundmassa (även kallad matrix), i vilken större mineralkorn kallade strökorn eller fenokrister ligger jämnt inströdda. Fenokristerna kan vara från några millimeter till flera centimeter.
Porfyr är oftast massformig och en mer eller mindre sur silikatbergart av växlande färg. Färgen är oftast svart till grå men förekommer också som röd, rödbrun eller brunviolett. Porfyr har bildats dels genom stelning av lava på jordytan eller nära under jordytan, dels genom avlagring och "förstening" av vulkanisk aska. Karakteristiskt för bergarten är kristaller utströdda i den finkorniga eller täta grundmassan. Kristallerna består i primärt av kvarts, fältspat och hornblände. Även andra mineral förekommer, så som svart glimmer (biotit). Strökornen har kristalliserat långt under jordytan i ett tidigt skede av det vulkaniska materialets vandring uppåt. De har därför blivit mycket större än partiklarna i den hastigt stelnade lava eller det askregn som bildat den inbäddande grundmassan.
Porfyrer bildas av ryolitiska till dacitiska magmor.
Porfyrisk struktur uppkommer ofta i gångbergarter på grund av en temperaturförändring som sker då magman kommer närmare jordytan.
Porfyr är landskapssten i Dalarna.

## Historia och förekomst
Redan de gamle egyptierna och romarna kände till och bearbetade konstartiklar av porfyrer, huvudsakligen röd egyptisk porfyr (porfido rosso antico), svart porfyr (porfido nero antico) och brun porfyr (porfido bruno antico). En grönfärgad porfyr från Grekland användes i det antika Rom. Färgen lila var i Rom symbol för auktoritet, varför en sorts lila porfyr från Egypten blev mycket populär bland romerska ämbetsmän. Flera författare hävdar att porfyr var under Antiken känd som den hårdaste bergarten. Kejserlig kvalitetsporfyr var därför även för sin hårdhets skull uppskattad till monument och byggprojekt i Romarriket såväl som senare. Porfyr har vanligtvis hårdhet 7 på Mohs hårdhetsskala, vilket är likvärdigt med eller hårdare än stål och kvarts. I länder där många bilar har dubbade vinterdäck, så som Sverige, Finland och Norge, är det vanligt att vägarnas slitlager består av asfalt tillverkad av porfyr för att göra vägytan tålig mot det extrema slitaget från dubbdäckstrafiken.
En egenartad porfyr är klotporfyren, även benämnd pyromerid, i vilken strökornen har formen av kulor och klot. Dessa kan ha en storlek från en ärta till en knuten hand och det förekommer även upp till ett huvuds storlek. Kloten består av koncentriska skal eller lager av växlande sammansättning, som dock skiljer sig från grundmassan. Klotporfyren från Korsika är särskilt känd men förekommer även i Thüringen, Sachsen, Schlesien och Ungern. En liknande bergart, ögondiorit eller klotgranit, förekommer i Sverige och Finland.

## Dalaporfyr
I Sverige finns en rikedom av vackra porfyrarter, vilka huvudsakligen förekommer kring Älvdalen (Älvdalsporfyr) och på andra ställen i Dalarna. Till följd av sin stora hårdhet, sina mångfaldigt omväxlande färger och egenskapen att anta en vacker polityr lämpar sig porfyrerna väl till arkitektoniska föremål och konstföremål, såsom pelare, vaser och urnor samt till bordskivor, smöraskar och andra bruksföremål. Vid Älvdalens porfyrverk i Älvdalen tillverkades många, och monumentala, porfyrarbeten. Verket startades 1788 av Erik Hagström men ödelades 1867 genom en eldsvåda. För närvarande bedrivs porfyrsliperi i liten skala i Älvdalen. 
1897 startades Älvdalens Nya Porfyrverk i Västermyckeläng utanför Älvdalen. Dessförinnan var ett porfyrsliperi verksamt några år vid Bäcka i Orsa socken, varifrån det 1902 flyttades till Barkarby i Stockholms län.
Även i Hälsingland, Härjedalen, Jämtland, Värmland, Dalsland och Småland finns porfyrer.

## Hårdhet
Porfyr är mycket hårt. Mätt på den 10-gradiga Mohs hårdhetsskala har porfyr hårdhet 7 Moh, vilket är lika hårt som stål.